# Estidade
Estidade é um conceito narrativo que se refere à qualidade sensorial, emocional e atmosférica de uma história, relacionada à forma como o público é imerso no presente da cena, mesmo quando essa imersão não contribui diretamente para a progressão da trama. O termo foi difundido pelo autor norte-americano Jonah Sachs em seu livro Storytelling – Histórias que deixam marcas (2012), baseado no termo original em inglês is-ness.

## Origem e contexto
A estidade surge como contraponto à progressão narrativa linear, que prioriza a sucessão de eventos com base em causa e efeito. Segundo Sachs, enquanto a progressão conduz a história para frente, a estidade aprofunda o momento presente, oferecendo pontos de ancoragem emocional que ampliam o impacto e a vivência da narrativa.
Esse conceito se apoia em tradições orais, experiências teatrais e abordagens modernas do storytelling que valorizam não apenas o enredo, mas também a sensação de estar dentro da história.

## Características
A estidade é composta por elementos como:
- Descrições sensoriais detalhadas (sons, cheiros, texturas);
- Ambientações vívidas;
- Gestos e expressões não verbais;
- Pausas e silêncios carregados de significado;
- Atmosfera emocional e ritmo.

Embora esses elementos não impulsionem diretamente o enredo, eles fortalecem a conexão emocional entre o público e a narrativa, criando experiências memoráveis e envolventes.

## Aplicações
O conceito de estidade é utilizado em diversas mídias e formatos, como:
- Literatura – na construção de cenas densas e evocativas;
- Cinema – na direção de arte, trilha sonora e edição de ritmo;
- Teatro – na performance e presença dos atores;
- Design de experiências – especialmente em narrativas interativas e imersivas;
- Marketing e branding – na criação de histórias de marca que tocam emocionalmente o público.

## Comparação com progressão
| Aspecto        | Progressão Narrativa        | Estidade                        |
| -------------- | --------------------------- | ------------------------------- |
| Objetivo       | Avançar a trama             | Ancorar emocionalmente          |
| Estrutura      | Causa e efeito              | Presença sensorial              |
| Função         | Resolver conflitos          | Criar imersão e conexão         |
| Exemplo típico | Ponto de virada na história | Descrição do ambiente de tensão |